# 쓰야마성

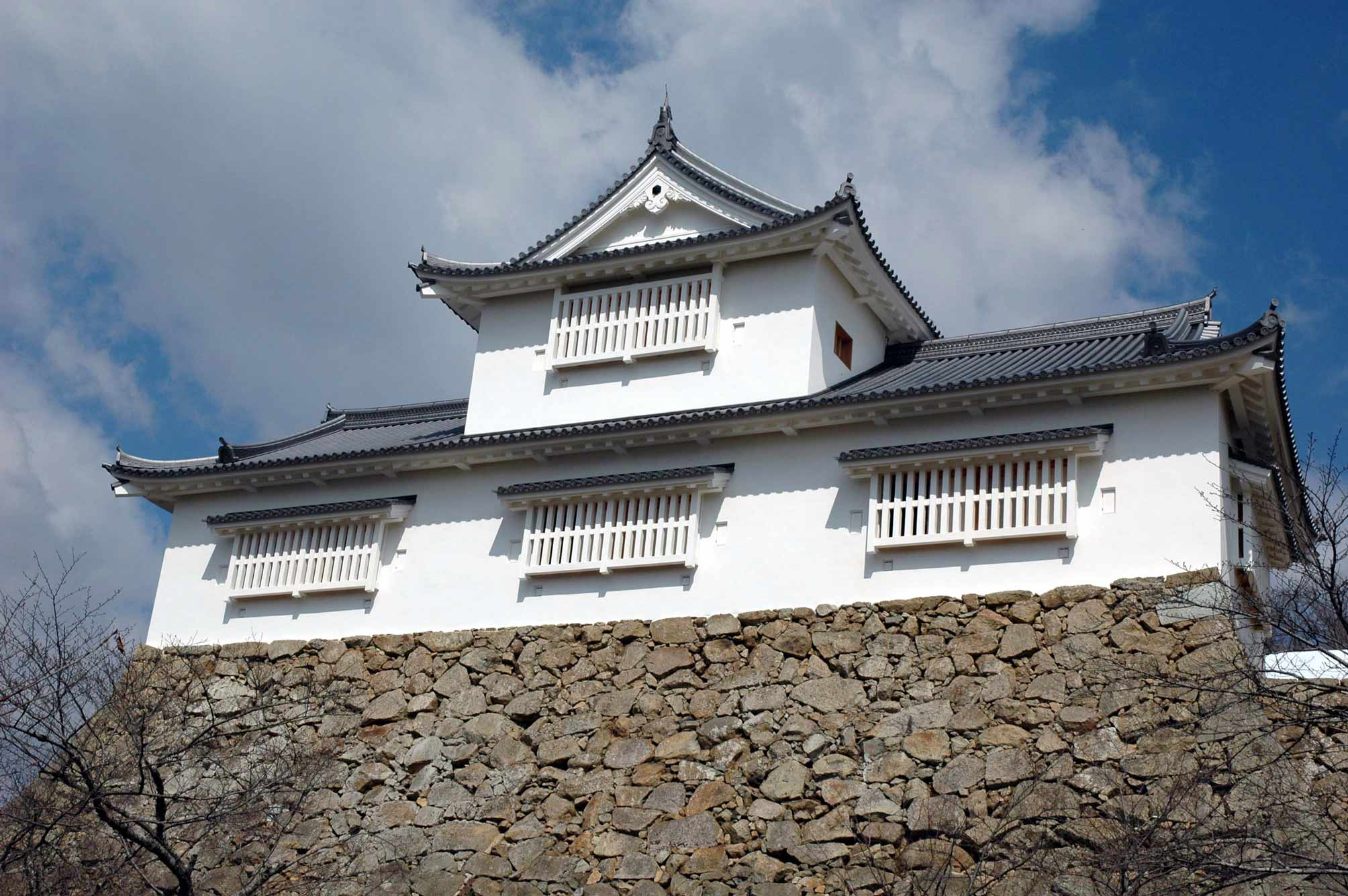
빗추 망루의 전경

쓰야마성(일본어: 津山城 쓰야마조[*])은 일본 오카야마현 쓰야마시에 있는 평산성이다. 다른이름으로는 쓰루야마 성(鶴山城)이다. 1963년 국가 지정 사적으로 지정되었다.

## 개요
성곽의 형식은 제곽식 평산성이다. 쓰야마 분지의 중앙부에 위치해 있다. 성의 동쪽을 흐르는 요시이가와 강 지류의 미야가와 강 및 언덕의 절벽을 천연의 방패막으로 삼았다. 성의 남쪽을 흐르는 요시이가와 강과 그 지류로 성의 서쪽을 흐르는 이다가와 강을 외곽으로 해, 그 내측에 성 밑 마을을 조성했다.
천수는 5중5계의 독립층탑 형식으로 고쿠라성(후쿠오카현)의 천수를 모방한 것이라고 한다. 그러나, 메이지 6년 (1873년) 폐성령에 따라 망루등 다른 건물들과 함께 파괴되어 천수대의 석벽만 남아있다.
현재는 각잔공원(鶴山公園)으로 벚꽃의 명소로 알려져 있고, 일본 벚꽃명소 100선에도 선정되었다. 2005년 빗추 망루가 복원되었다. 또, 2006년 일본 100대 명성에도 선정되었다.

## 연혁

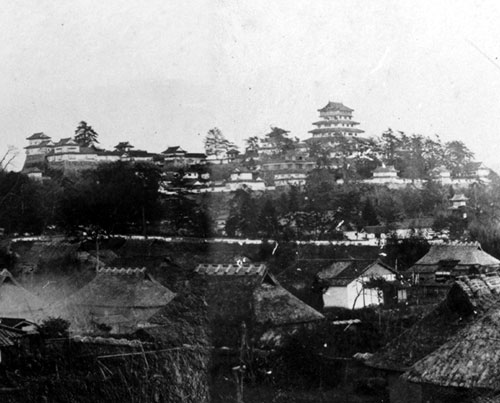
1872년경 쓰야마 성

- 가키쓰년간(1441년 ~ 1444년) 미마사카국의 슈고 다이묘로 있는 야마나 노리키요가 친지인 야마나 다다마사에게 현재 쓰야마 성이 있는 언덕(쓰루야마)에 쓰루야마 성을 축성한 것이 시초이다. 그러나 오닌의 난에서 야마나씨가 쇠퇴한 후 폐성되었다.
- 게이초 8년(1603년) 모리 다다마사가 18만 6천석으로 입봉되어 쓰야마번으로 온다. 같은 해, 지금의 쓰야마 성 건설에 착수한다. 성의 이름은 쓰루야마에서 쓰야마로 고쳤다.
- 겐나 2년(1616년) 13년에 걸려 5층 천수를 포함해 망루와 성문등을 약 80동의 건물을 세웠다. 이로써 근세 성곽의 모습을 갖추게 되었다.
- 겐로쿠 10년(1697년) 모리가의 가문이 단절되어, 아키국 히로시마번의 번주 아사노 쓰나나가에게 맞겨졌다.
- 겐로쿠 11년(1698년) 마쓰다이라 노부토미가 에치고국 다카다번으로부터 10만석에 입봉되어 쓰야마 번으로 오게된다. 이 후, 메이지 4년(1871년) 하이한치켄[1]까지 마쓰다이라가가 성주로 역임한다.
- 메이지 6년(1873년) 폐성령에 따라 매각되었다.
- 메이지 7년 ~ 메이지 8년(1874년 ~ 1875년) 천수, 망루등 건물이 남김없이 파괴되었다.
- 메이지 23년(1890년) 고시마키 망루터의 석벽이 붕괴되고, 이를 계기로 성 보존운동이 일어났다.
- 메이지 33년(1900년) 성터는 마을 재산으로 되어 각잔공원으로 된다. 이 후, 쓰야마 마을 관리하에 보존정비되어 많은 벚나무를 심었다.
- 메이지 38년(1905년) 산노마루에 번교(藩校)[2]인 슈도칸(修道館)을 이축해, 「쓰루야마간(鶴山館)」이라고 명칭을 바꾼다.
- 쇼와 11년(1936년) 지방박람회를 수반하여 모의 성당을 조성했다. (태평양 전쟁중에 공습의 목표가 될 것같아 철거한다.)
- 쇼와 38년(1963년) 국가 지정 사적이 되었다.
- 헤세 14년(2002년) 축성 400년기념행사의 일환으로 빗추 망루 복원공사를 착수한다.
- 헤세 17년(2005년) 빗추 망루가 완성되었다.
- 헤세 18년(2006년) 천수대 남측에 다이코 망루가 복원되었다.

## 교통
- JR 니시니혼 쓰야마역에서 하차, 도보로 15분

## 같이 보기
- 일본 3대 평산성
  - 마쓰야마성
  - 쓰야마성
  - 히메지성